# 武汉大学政治与公共管理学院
武汉大学政治与公共管理学院是武汉大学直属教学院系之一，学院下设政治学与国际关系学系、公共管理系、政治理论系，学科涵盖政治学、公共管理等领域。

## 历史沿革
学院在2003年8月由原政治与行政学院、国际关系学院和公共管理学院合并而成。2011年7月，学校建立马克思主义学院，将马克思主义相关专业从政治与公共管理学院撤出。

## 学科设置
- 博士后科研流动站：政治学、公共管理
- 一级学科博士学位授权点：政治学、公共管理
- 二级学科博士学位点：政治学理论、中外政治制度、国际关系、行政管理、社会保障、公共经济管理、社会医学与卫生事业管理
- 硕士学位点：政治学理论、中外政治制度、国际政治、国际关系、行政管理、社会医学与卫生事业管理、社会保障、土地资源管理、公共经济管理
- 普通本科专业：政治学与行政学、外交学（国际事务）、行政管理、公共事业管理、劳动与社会保障（公共经济与社会保障）